# ローレンス郡 (テネシー州)
ローレンス郡（英: Lawrence County）は、アメリカ合衆国テネシー州の南部に位置する郡である。2010年国勢調査での人口は41,869人であり、2000年の39,926人から4.9%増加した。郡庁所在地はローレンスバーグ市（人口10,428人）であり、同郡で人口最大の都市でもある。メンフィス市とチャタヌーガ市を結ぶ線上でも最大である。

## 歴史
ローレンス郡は1817年10月21日に、ヒックマン郡とジャイルズ郡の一部を合わせ、テネシー州議会の法により設立された。
郡名はジェイムズ・ローレンス海軍大佐（1781年-1813年）に因んで名付けられた。ローレンスは米英戦争中の1813年、USSチェサピークに乗って、イギリス海軍のフリゲート艦HMSシャノンと交戦しているときに、「艦を渡すな! 爆破してしまえ」という有名な命令を発したことで知られている。部下の兵士は命令通りに果たし、ローレンスはその時の傷で死んだ。
郡初期の開拓者は大半が両カロライナ州から来ていた。大半は農夫であり、馬具工、鍛冶屋、大工など少数の職人が支えていた。
ローレンスバーグは、郡の中心近くに位置し、ジャクソンの軍事道路が町のすぐ東を通っていたので、1819年に郡庁所在地に選ばれた。1821年4月、この道路はローレンスバーグの中心を通るように付け替えられた。この軍事道路はミシシッピ州ナチェズとナッシュビル市を繋ぐ幹線道であり、郡の発展に重要な役割を果たした。
初期住民の中にデイヴィッド・クロケットがおり、郡初期の郡政委員や治安判事を務めた。クロケットは郡内に数年間住み、ショールクリークで水力の製粉所、火薬製造所、蒸留所を運営した。そこは現在デイヴィッド・クロケット州立公園になっている。
1870年代初期、多くのドイツ人カトリック教徒が地域に入ってきた。その中には熟練した職人も入っていた。1883年に鉄道が開通した後、鉄鉱石の主要産出地になった。
1908年から1915年、アラバマ州から開拓者が多く流入した。大半は綿花の栽培者となるか製材業で働いた。製材業は伐採した後に植林されなかったので衰退したが、綿花は1960年代まで主要作物であり続けた。
1944年、アーミッシュが地域に入ってきて郡北部に町を造った。オールド・オーダー・アーミッシュの町は現在観光地になっている。

## 地理
アメリカ合衆国国勢調査局に拠れば、郡域全面積は618平方マイル (1,600.6 km2)であり、このうち陸地617平方マイル (1,598.0 km2)、水域は1平方マイル (2.6 km2)で水域率は0.12%である。

### 主要高規格道路
- アメリカ国道43号線/ テネシー州道6号線
- アメリカ国道64号線/ テネシー州道15号線
- ナチェズ・トレイス・パークウェイ

### 鉄道
- テネシー・サザン鉄道

### 隣接する郡
- ルイス郡 - 北
- モーリー郡 - 北東
- ジャイルズ郡 - 東
- ローダーデール郡 (アラバマ州) - 南
- ウェイン郡 - 西

### 国立保護地域
- ナチェズ・トレイス・パークウェイ（部分）
- スティルハウス・ホロー滝州立自然保護地域

## 人口動態

2000人口ピラミッド

以下は2000年国勢調査による人口統計データである。
| 基礎データ - 人口: 39,926人 - 世帯数: 15,480 世帯 - 家族数: 11,362 家族 - 人口密度: 25人/km2（65人/mi2） - 住居数: 16,821軒 - 住居密度: 11軒/km2（27軒/mi2） 人種別人口構成 - 白人: 96.83% - アフリカン・アメリカン: 1.47% - ネイティブ・アメリカン: 0.32% - アジア人: 0.24% - 太平洋諸島系: 0.02% - その他の人種: 0.39% - 混血: 0.73% - ヒスパニック・ラテン系: 1.00% 年齢別人口構成 - 18歳未満: 26.2% - 18-24歳: 8.4% - 25-44歳: 28.1% - 45-64歳: 23.0% - 65歳以上: 14.4% - 年齢の中央値: 36歳 - 性比（女性100人あたり男性の人口） - 総人口: 94.3 - 18歳以上: 90.2 | 世帯と家族（対世帯数） - 18歳未満の子供がいる: 33.7% - 結婚・同居している夫婦: 59.1% - 未婚・離婚・死別女性が世帯主: 10.6% - 非家族世帯: 26.6% - 単身世帯: 23.7% - 65歳以上の老人1人暮らし: 11.4% - 平均構成人数 - 世帯: 2.56人 - 家族: 3.02人 収入と家計 - 収入の中央値 - 世帯: 30,498米ドル - 家族: 35,326米ドル - 性別 - 男性: 27,742米ドル - 女性: 20,928米ドル - 人口1人あたり収入: 15,848米ドル - 貧困線以下 - 対人口: 14.6% - 対家族数: 10.7% - 18歳未満: 19.2% - 65歳以上: 16.3% |

## 都市と町
- ローレンスバーグ - 郡庁所在地
- ロレット
- セントジョセフ
- エスリッジ

### 未編入の町
| - アレクサンダースプリングス - アンティオック - アップルトン - バーンズビル - ベルモント - バードミル - ボナータウン - ブレイス - ブライアヒル - ブラウンクロスローズ - バスビー - センター - センターポイント | - チヌビー - クラークブランチ - クリアビューハイツ - クレストビュー - クルーズタウン - クロスローズ - ディアフィールド - ダン - フェアビュー - フォールリバー - ファイブポインツ - フラットウッズ - ゲイサービル | - ガンディ - グレンデール - ガムスプリングス - ハードウィックサブディビジョン - ヘンリービル - ヒッコリーハイツ - フッドレイク - ハドソン - アイダホ - アイアンシティ - ジョーンズタウン - ノブクリーク - レオマ | - リバティグローブ - ローダイ - ロングブランチ - ローワーモックソン - マーズヒル - メドウビュー - マウントネボ - マウントザイオン - ニューヘイブン - ニュープロスペクト - オークヒル - オビラ - パークグローブ | - ピーリッジ - ペパータウン - ピンクニー - プレザントポイント - プレザントバレー - クアカス - ラマー - ラスカルタウン - レッドヒル - レビロ - ロスボロ - セントメアリーズ - セントトルイット | - シムズリッジ - スプリンガーズステーション - スプリングクリーク - サマータウン - スリーオークス - ターキートラック - ユニオンヒル - アッパーモックソン - ウェイランドスプリングス - ウェバーシティ - ウェストポイント - ウルフクリーク |  |

## インディアン
2010年6月、テネシー州インディアン問題委員会が、チェロキー族セントラル・バンド、別名ローレンス郡のチェロキーなど、6つの部族に公式の認定を与えた。これら部族の州による認定は、連邦政府が認定している部族の間に、それは違憲であり、現存する部族に対する脅威となるという議論を掻き立てることになった。

## 著名な出身者
- マイケル・ジェッター、俳優
- デビッド・ウェザース、メジャーリーグベースボール選手
- フレッド・トンプソン、テネシー州選出アメリカ合衆国上院議員